# Iguazú-Wasserfälle

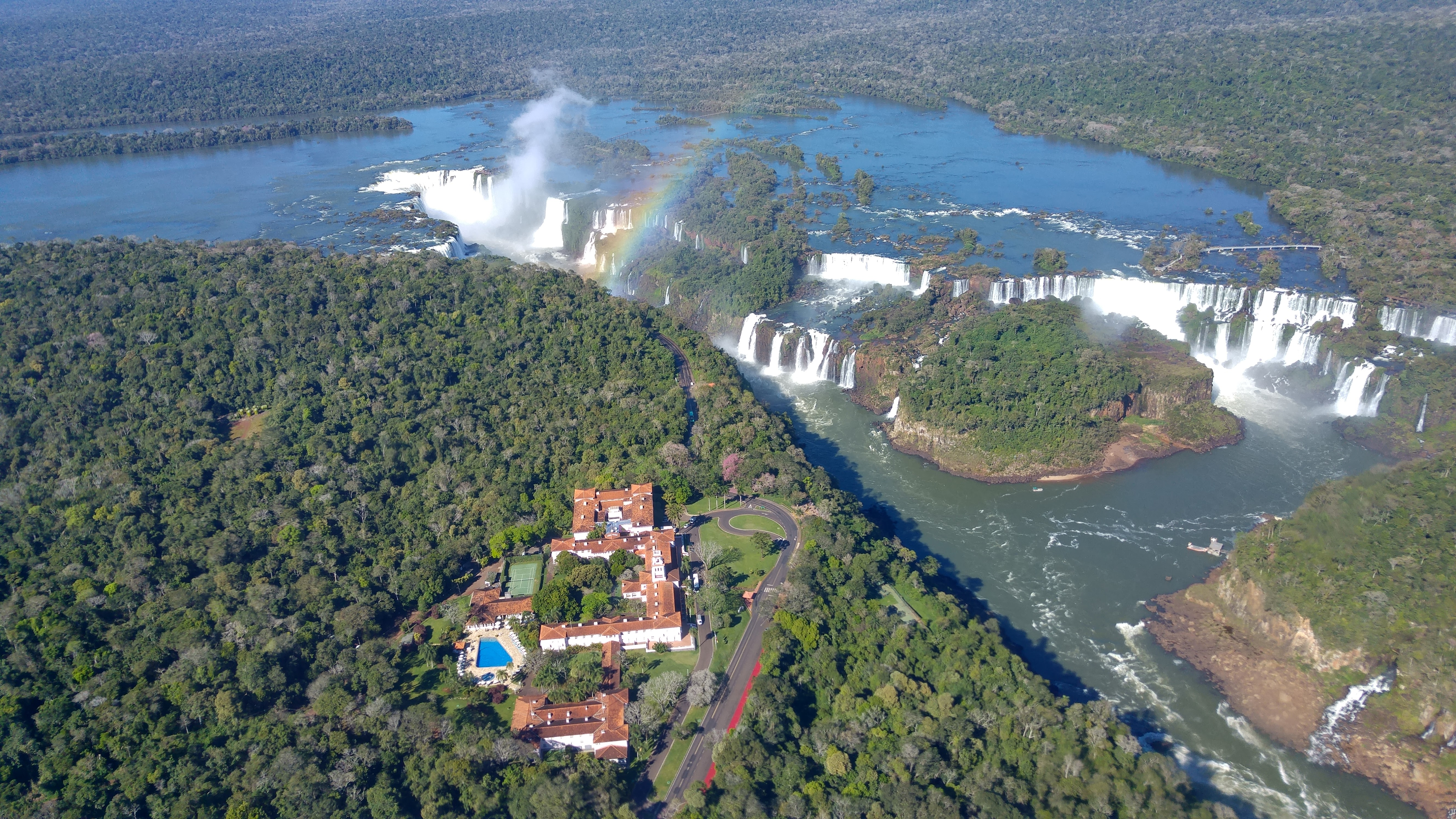
Iguaçu-/Iguazú-Wasserfälle

Die Iguazú-Wasserfälle (portugiesisch Cataratas do Iguaçu [kata'ɾatɐs du igwa'su], spanisch Cataratas del Iguazú [kata'ɾatas del iɣwa'su]) sind die Wasserfälle des Flusses Iguaçu/Iguazú an der Grenze zwischen dem brasilianischen Bundesstaat Paraná und der argentinischen Provinz Misiones.

## Beschreibung
Die Iguazú-Wasserfälle bestehen aus 20 größeren sowie 255 kleineren Wasserfällen auf einer Ausdehnung von 2,7 Kilometern. Einige sind bis zu 82 Meter, der Großteil ist 64 Meter hoch. Die Wassermenge an den Fällen schwankt von 1500 m³/s bis 10500 m³/s. Durch die Wasserfälle verläuft in Längsrichtung die Grenze zwischen Argentinien und Brasilien. Da die meisten Fälle in Argentinien liegen, ist der größere Panoramablick von der brasilianischen Seite aus möglich. Die Fälle sind durch mehrere größere und kleinere Inseln voneinander getrennt. Von den 2700 Metern Ausdehnung fließt über ungefähr 900 Meter kein Wasser.
Der Hauptwasserfall (bzw. das Hauptwasserfallsystem) wird umgangssprachlich Garganta del Diablo (spanisch) beziehungsweise Garganta do Diabo (portugiesisch) oder „Teufelsschlund“ genannt und ist eine U-förmige, 150 Meter breite und 700 Meter lange Schlucht. Es gibt auf der brasilianischen Seite einen etwa 600 Meter langen Steg zum unteren Ende, ein etwa tausend Meter langer führt von der argentinischen Seite zum oberen Ende. Bei hohem Wasserstand ist die Sicht jedoch durch Gischtbildung eingeschränkt.
Der Iguazú war in der Vergangenheit ein Klarwasserfluss. Durch Erosion, die durch die Entwaldung in Brasilien ausgelöst wird, transportiert er inzwischen insbesondere bei hohem Wasserstand erhebliche Sedimentmengen. Die Folge ist eine auffällige Braunfärbung.
In der Nähe liegen die Städte Foz do Iguaçu im brasilianischen Bundesstaat Paraná und Puerto Iguazú in der argentinischen Provinz Misiones und der Stausee Itaipú.
Die Wasserfälle wurden 2011 in die Liste der Sieben Weltwunder der Natur aufgenommen.

## Wortherkunft
Der Name Iguazú hat seinen Ursprung aus den guaranischen Wörtern y für Wasser und guasu für groß. Als erster Europäer entdeckte der spanische Conquistador Álvar Núñez Cabeza de Vaca am 31. Januar 1542 die Fälle; einer auf der argentinischen Seite ist nach ihm benannt.

## Nationalparks
Die Nationalparks beiderseits der Wasserfälle wurden 1984 (Nationalpark Iguazú, Argentinien) und 1986 (Nationalpark Iguaçu, Brasilien) in die Welterbeliste der UNESCO aufgenommen. Sie schützen einen der letzten Reste des subtropischen Teilbiomes des Atlantischen Regenwaldes und stellen aufgrund des Fremdenverkehrs einen wichtigen Wirtschaftsfaktor dar. Die Nationalparks sind ein wichtiger Rückzugsraum für die Artenvielfalt auf dem Gebiet des Iguaçu. Hier leben allein etwa 800 verschiedene Schmetterlingsarten. Wilderei durch ärmere Bevölkerungsteile ist ein Problem im Nationalpark. Park-Ranger sollen den Bestand sichern. Dennoch scheint der Riesenotter bereits ausgerottet worden zu sein. Besonders begehrt ist die Haut der Kaimane, die daher entsprechend geschützt werden.
1999 wurde der brasilianische Teil des Parks auf die Liste des gefährdeten Welterbes gesetzt, weil Anwohner eine bei der Einrichtung des Parks geschlossene Straße wieder eröffneten. Die 17,5 km lange Straße, die den Park in Nord-Süd-Richtung in zwei Hälften zerteilt, erspart den Anwohnern einen Umweg von 130 km. 2001 wurde, nachdem Bundesgerichte die Schließung durchgesetzt hatten, der Nationalpark wieder von der Liste gestrichen. Der politische Streit scheint aber nicht beendet zu sein.
Auf argentinischer Seite fährt der Tren Ecológico de la Selva vom Besucherzentrum des Nationalparks zu verschiedenen Aussichtspunkten der Wasserfälle.

### Fauna
Hinter den Wasserfällen leben und brüten die Rußsegler im Fels, der einzigartige Schutz des Wassers bewahrt sie vor allen natürlichen Feinden. Die einzige Gefahr droht der Population bei Hochwasser während der Regenzeit. Im gesamten Nationalpark streifen große Populationen Südamerikanischer Nasenbären umher, plündern auf Nahrungssuche Mülleimer und werden teilweise auch gegenüber Touristen aggressiv und bissig.

## Mythos
Der Mythos der Guaraní erklärt die Wasserfälle als Werk des vor Eifersucht rasenden Gottes Mboi oder Boi. Der bösartige und rachsüchtige Gott in Form einer Riesenschlange verlangte jedes Jahr eine Jungfrau. Einmal floh die Auserwählte gemeinsam mit ihrem Geliebten mit dem Kanu flussabwärts. (M)Boi bemerkte dies jedoch und schlug voller Zorn eine Schlucht in das Flussbett. Die Seele des Mädchens blieb in einem Felsen am Fuße des Wasserfalles gefangen und von ihm für immer getrennt, ihr Geliebter verwandelte sich daraufhin in einen Baum am Ufer des Teufelsschlundes, wo er diesen Felsen im Auge behielt.

## Abbildungen

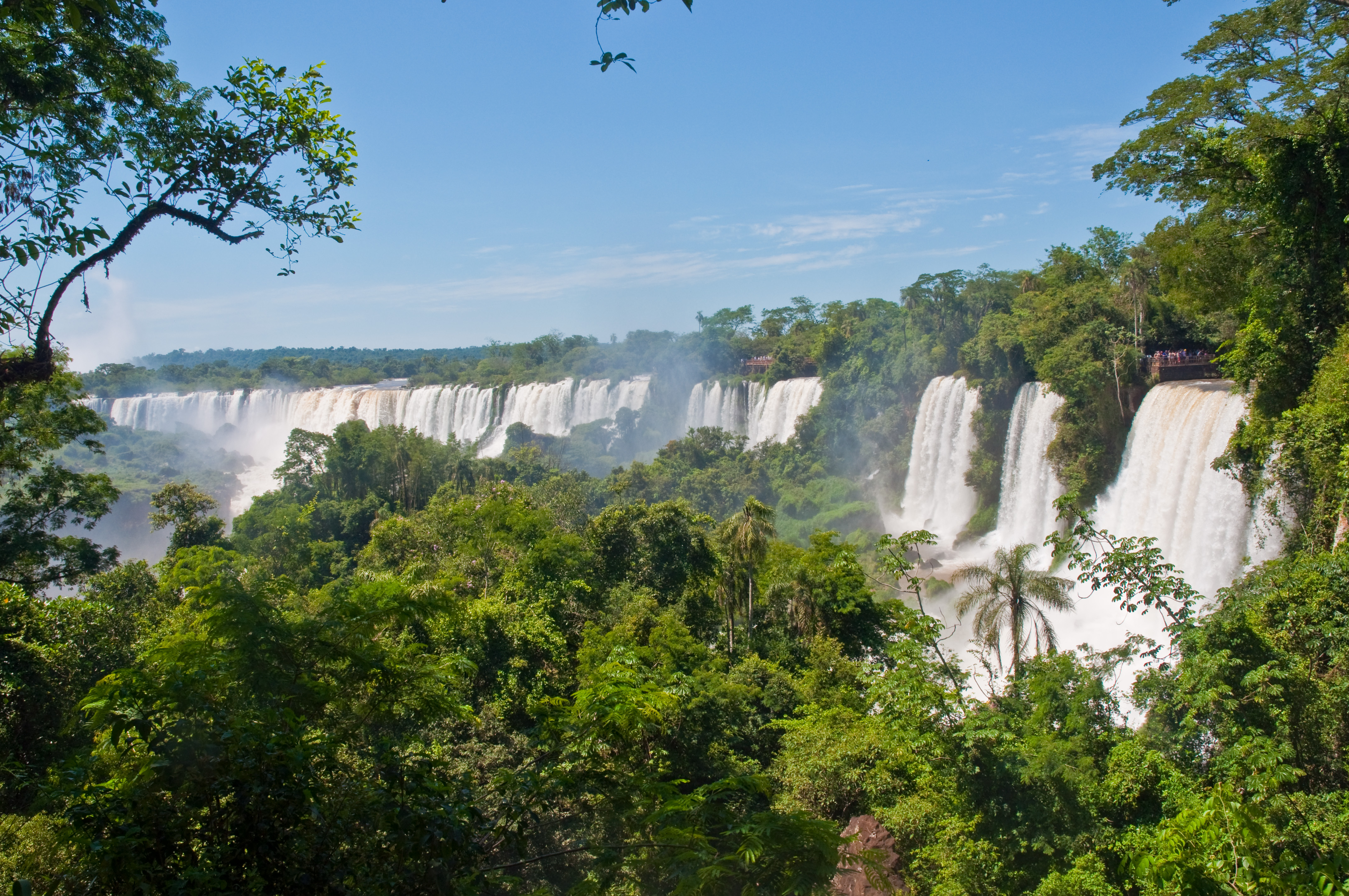
Der argentinische Teil der Iguazú-Wasserfälle
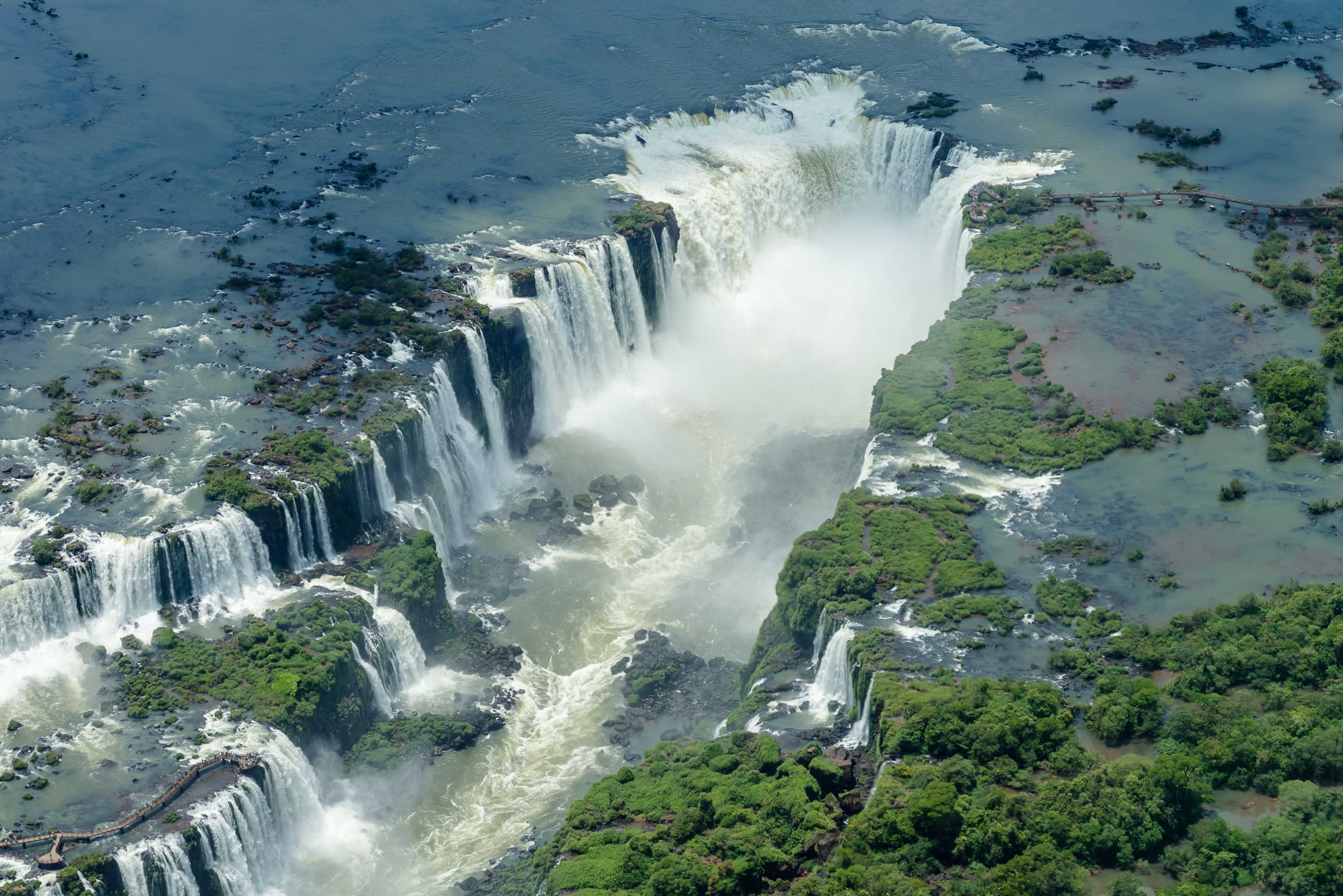
„Teufelsschlund“ (port. Garganta do Diabo; span. Garganta del Diablo)
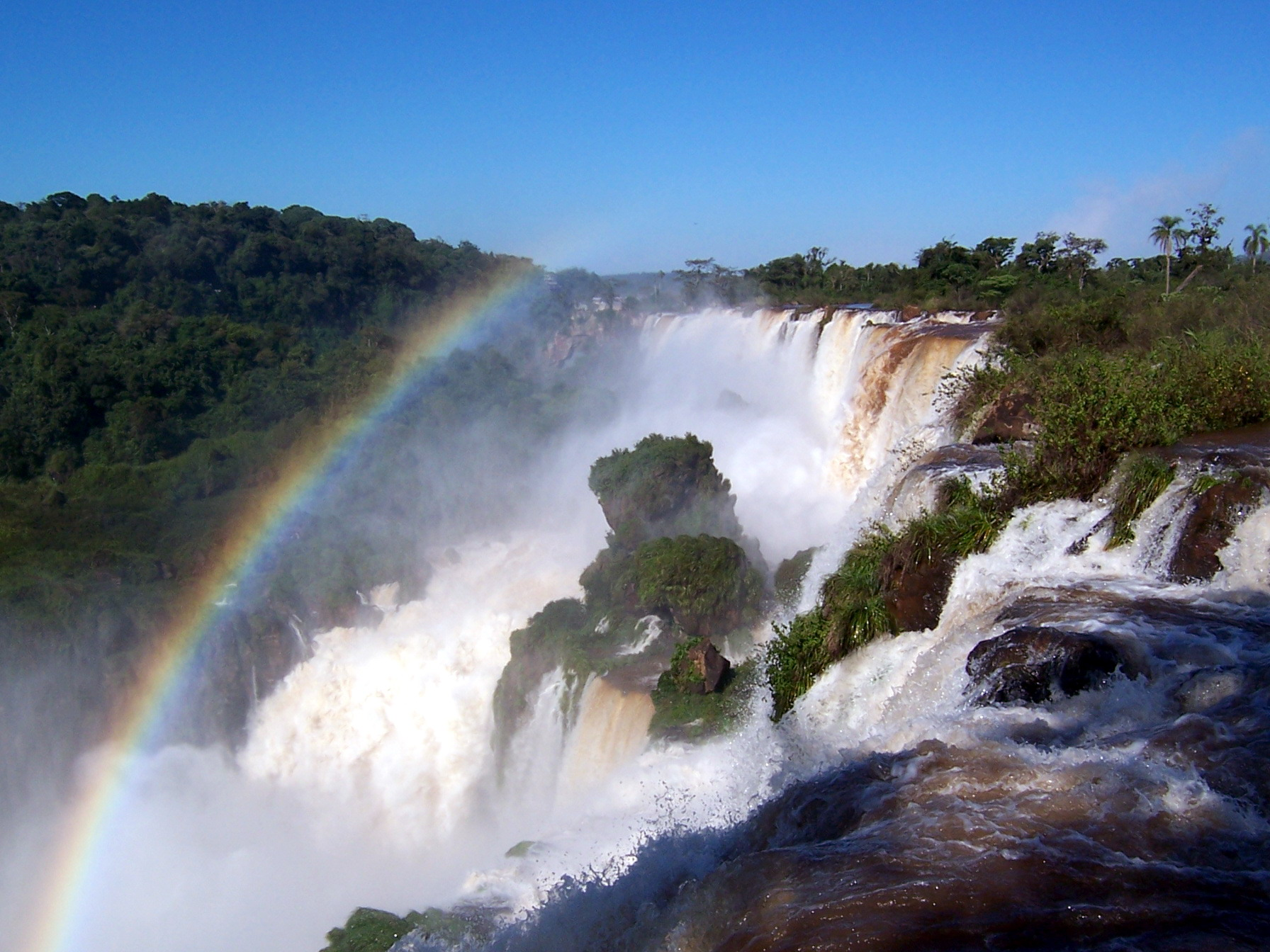
Salto Mbiguá
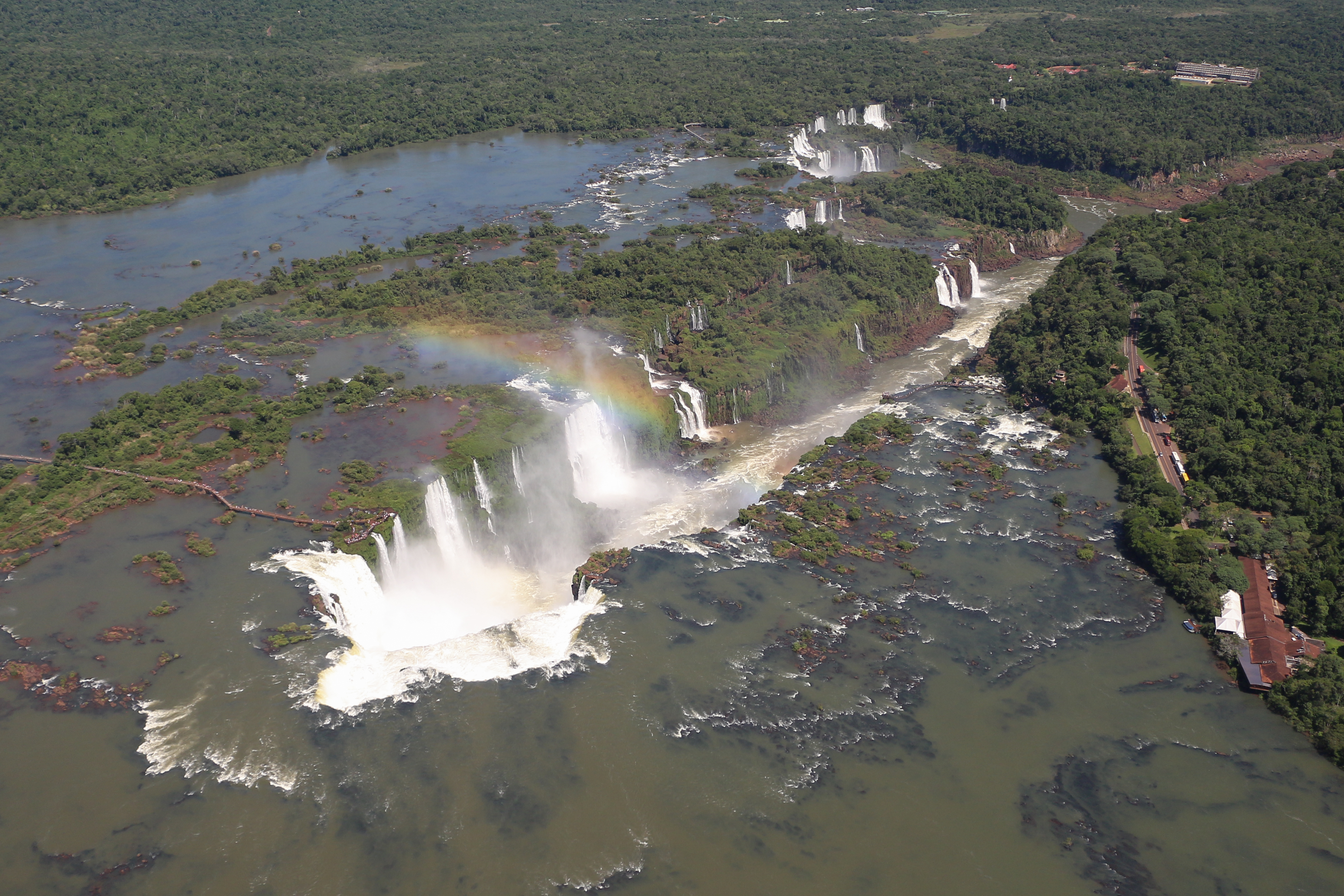
Wasserfälle des Iguazú, links liegt Argentinien, rechts Brasilien
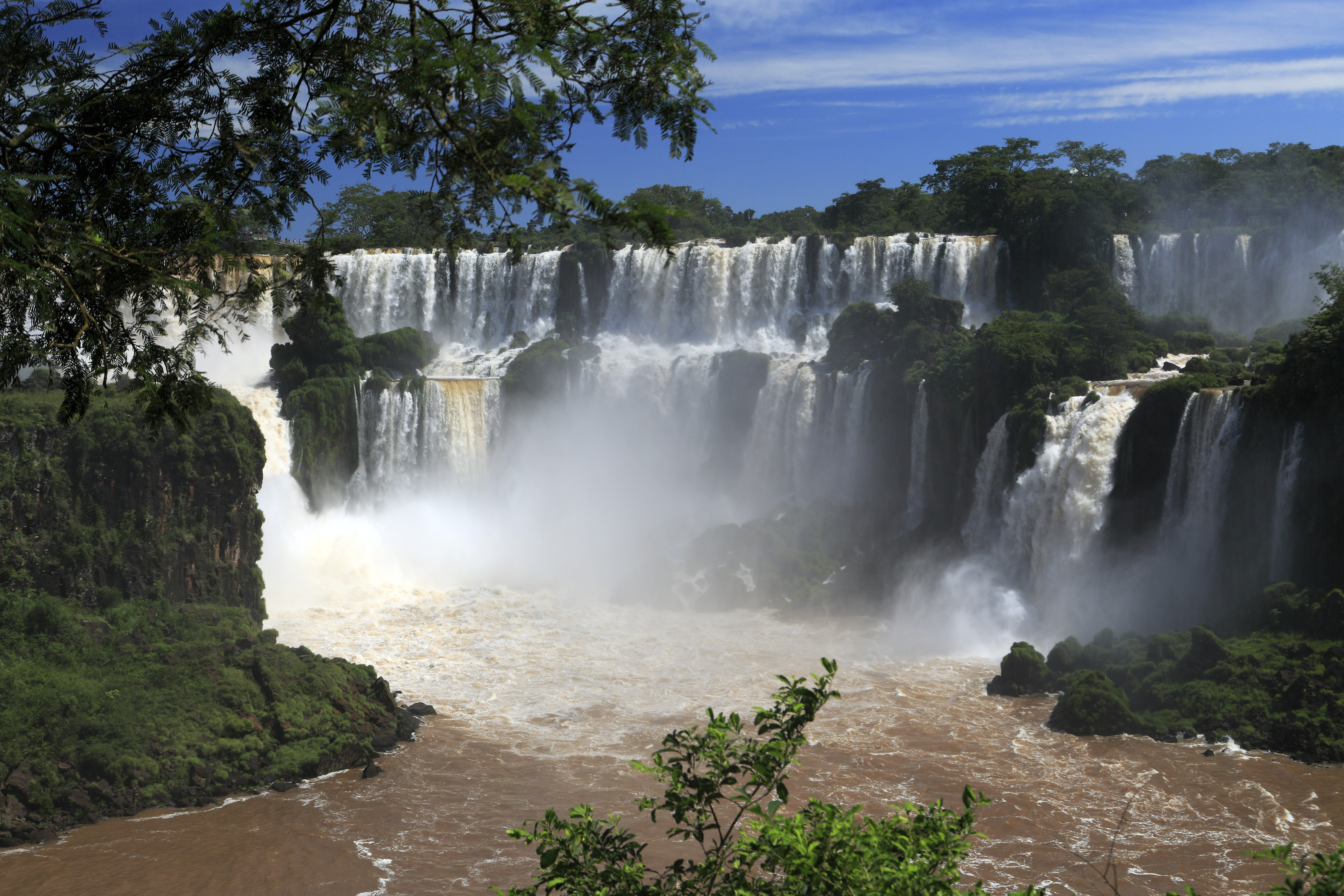
Salto Bernabé Méndez, vom argentinischen circuito inferior
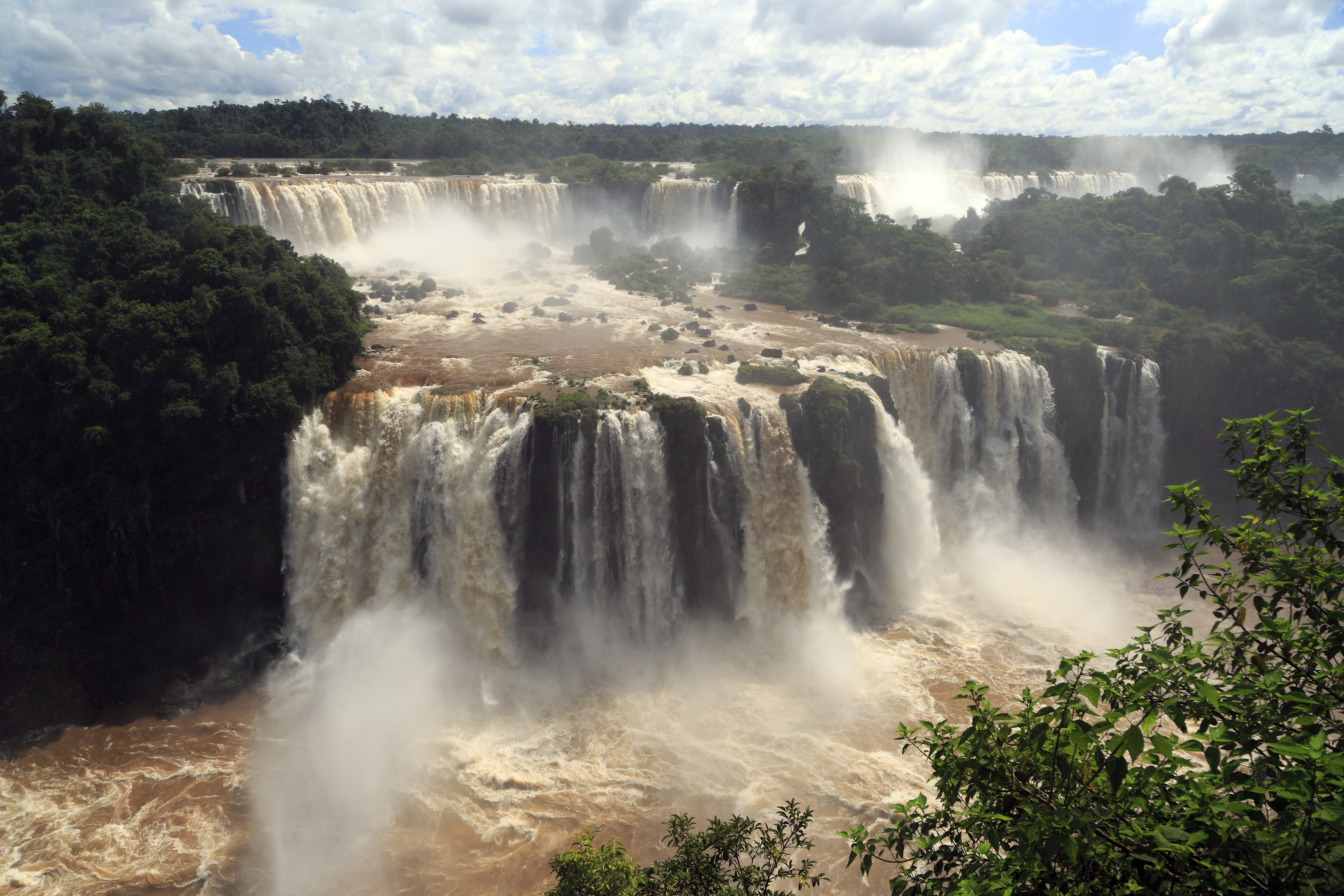
Salto escondido (oben), Salto tres Mosqueteros (unten)
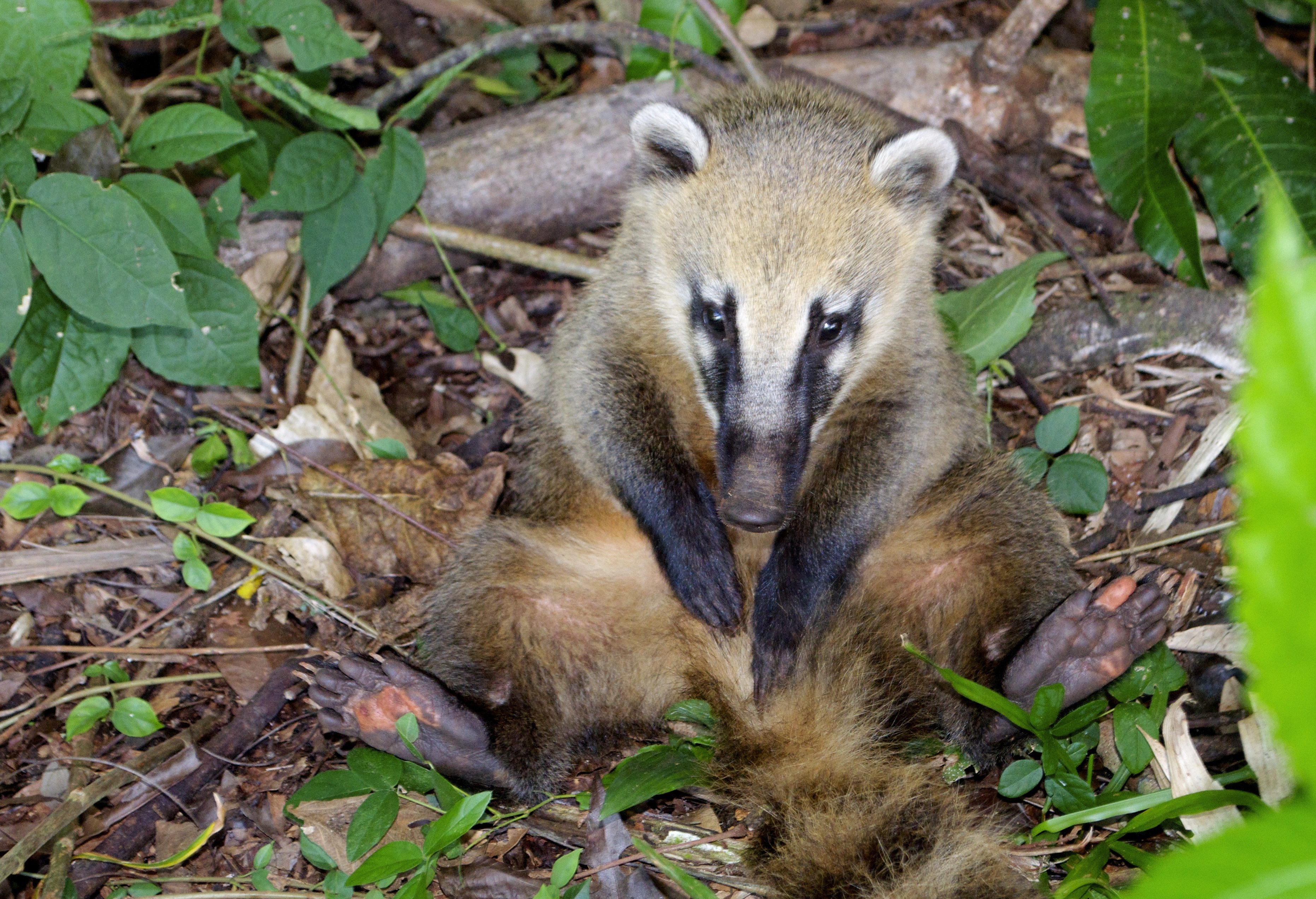
Ein südamerikanischer Nasenbär im Nationalpark Iguaçu
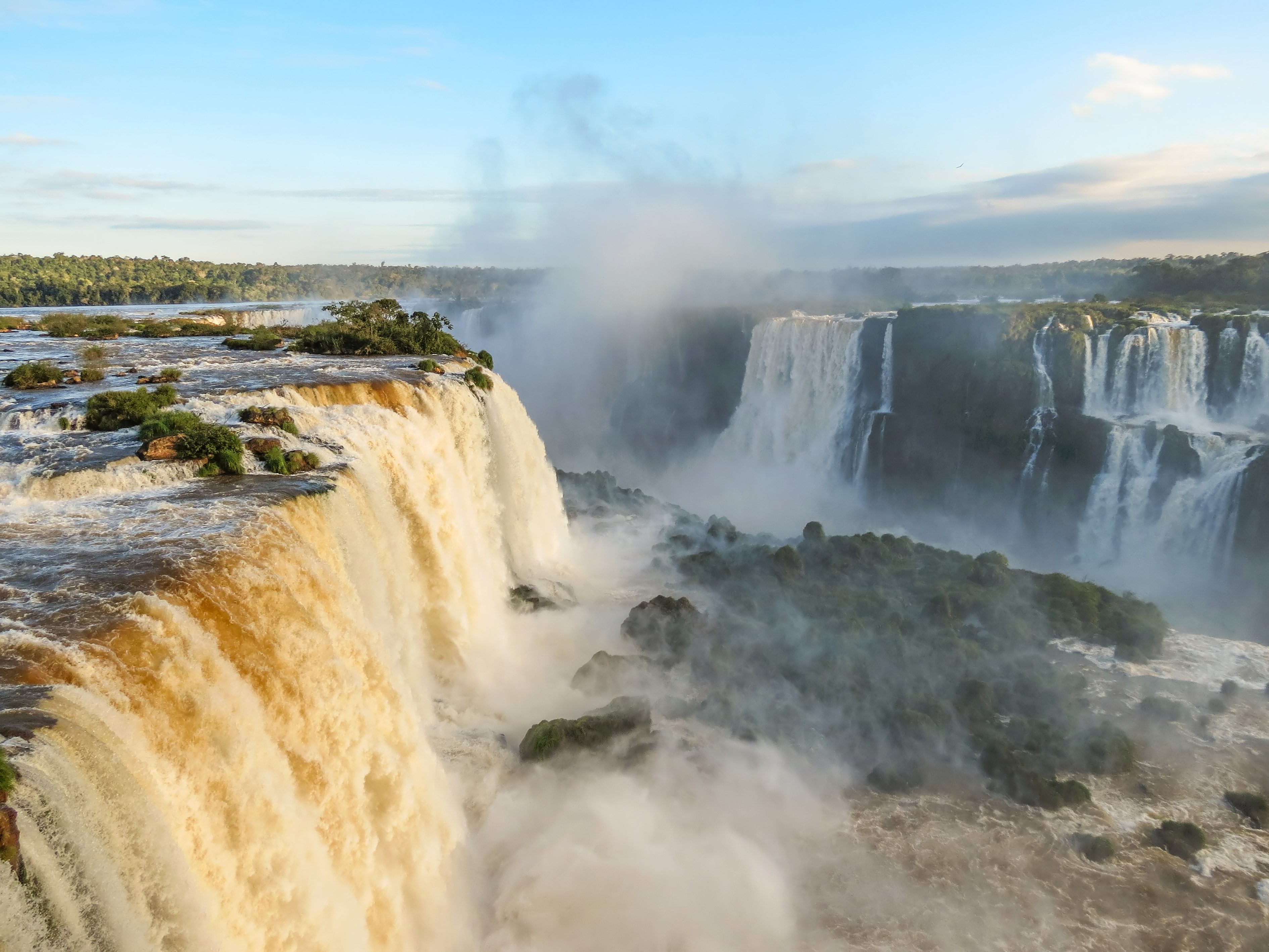
Salto Floriano

## Film
- Die größten Wasserfälle der Erde – Naturwunder Iguazu. Dokumentation, 45 Min., Regie: Christian Baumeister, Produktion: NDR, Erstsendung: 8. Januar 2007
- Die Wasserfälle bilden als Schauplatz eines historischen Geschehens die Kulisse des Spielfilms The Mission (1986).
- In Indiana Jones und das Königreich des Kristallschädels (2008) stürzen die Helden mehrere Kaskaden der Wasserfälle hinab, wobei jedoch die tatsächliche Topografie stark verfremdet wurde und etwa der letzte Sturz von einem der höchsten Punkte der Fälle beginnt.
- In James Bond – Moonraker – Streng geheim (1979) stürzen das leere Boot Bonds und das ihn verfolgende und mit Beißer besetzte die Wasserfälle hinab, wobei Beißer trotz der großen Höhe unverletzt überlebt.

### Argentinien
- Website der argentinischen Parkverwaltung – mehrsprachige Website
- Eintrag auf der Website des Welterbezentrums der UNESCO (englisch und französisch).

### Brasilien
- Website der brasilianischen Parkgesellschaft – mehrsprachige Website
- Eintrag auf der Website des Welterbezentrums der UNESCO (englisch und französisch).